# Јован Томашевић
Јован Томашевић (1892—1924) био је правник и организатор комунистичке партије у Црној Гори.

## Биографија
Гимназију је учио у Цетињу, Сремским Карловцима и Београду, где је матурирао и уписао Правни факултет.
Био је активан у редовима студентске омладине која је водила борбу против аутократског режима књаза Николе. Тада је у вези с тзв. Бомбашком афером 1907. против књаза Николе био осуђен у одсуству на десет година робије. Добио је амнестију 1910. године поводом проглашења Црне Горе краљевином, након чега вратио се кући и учествовао је у Првом балканском рату као борац. Тада је радио као учитељ у Горњим Брчелима.
Јула 1914. године, био је мобилисан у Црногорску војску, а након аустроугарске окупације Црне Горе, пребацио се преко Албаније у Марсеј. Тамо је неко време био запослен као физички радник у фабрици, а 1918. дипломирао је права на Универзитету у Поатјеу. Српска влада му је укинула стипендију због подршке Октобарској револуцији. За време трогодишњег боравка у Француској, Томашевић се ближе упознао са циљевима и суштином борбе за права радничке класе, чији је и сам био припадник током боравка у Француској.
Почетком 1919. године вратио се у Црну Гору, где се ангажовао на стварању социјалистичких организација, које су преко делегата биле затим представљене на Оснивачком конгресу СРПЈ(к) 1919. године у Београду. Када је 4. априла 1920. године био формиран Покрајински комитет КПЈ за Црну Гору, Томашевић је постао његов први председник.
Противио се начину на који је Црна Гора била присаједињена у нову државу, али је у начелу подупирао и држао неопходном потребу за заједничком државом Јужних Словена.
На изборима за Уставотворну скупштину 1920. године, био је носилац листе КПЈ за Црну Гору, на којој је изабран са још тројицом кандидата за посланика. Тада је листа КПЈ у Црној Гори освојила 11.000 од укупно 28.000 гласова.
После доношења „Обзнане“ и забране деловања КПЈ, Томашевић је много допринео преоријентисању КПЈ у Црној Гори на рад у илегалним условима, на повезивању илегалног рада с легалним и развио широку делатност у оквиру Независне радничке партије Југославије. Тада је радио као адвокат у Цетињу, али је стално био под присмотром полиције због илегалног рада.
Писао је у радничким листовима и часописима, те оставио у рукопису студију о црногорском националном питању.
Умро је 3. априла 1924. године у Цетињу од туберкулозе и последица полицијског насиља.

## Наслеђе
Након Другог светског рата, његова родна кућа је уређена у меморијални музеј. Неколико школа у Црној Гори носи име по њему. Једна од улица у центру Подгорице носи његово име, а у близини се налази и његов споменик.